# Jean Colin (peintre)
Pour les articles homonymes, voir Jean Colin et Colin.
Jean Colin (né à Bruxelles le 11 août 1881 et mort à Ixelles le 24 novembre 1961) est un peintre belge. Bruxellois dans l’âme, il fut avant tout portraitiste, mais il peignit aussi des scènes de la vie familiale, des natures mortes, des vues de ville, des paysages, des marines, et s’il pratiqua surtout la peinture à l’huile, il fit aussi des aquarelles, des gouaches, des fusains, du dessin à la plume et même de la gravure. Sa peinture, foncièrement réaliste, portait la marque de l'impressionnisme, et on le vit réaliser – surtout entre 1910 et le début des années 1920 – des œuvres nettement impressionnistes et fauves. Il travaillait en atelier et sur le motif.

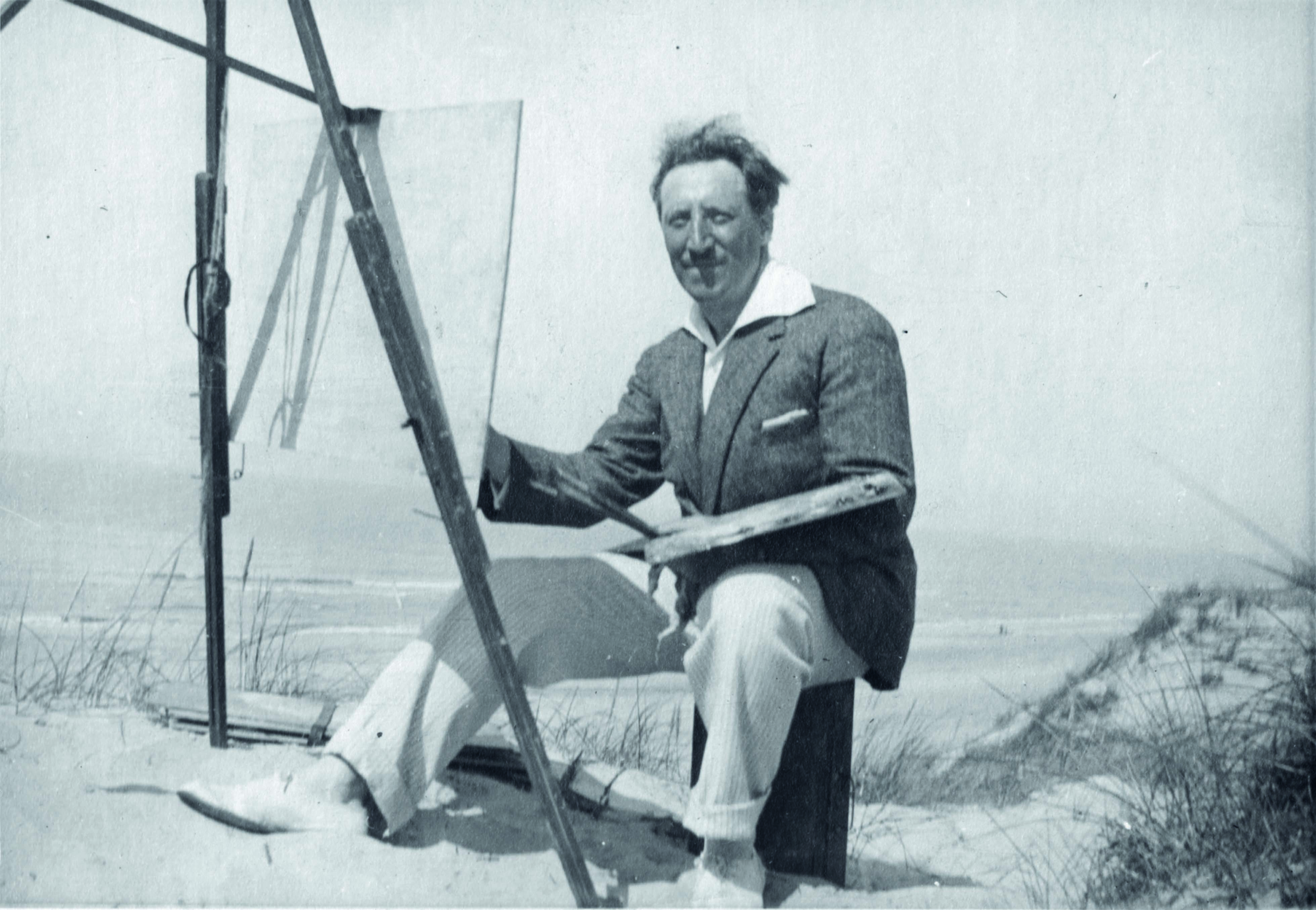
Jean Colin peignant à la mer, ca 1915.

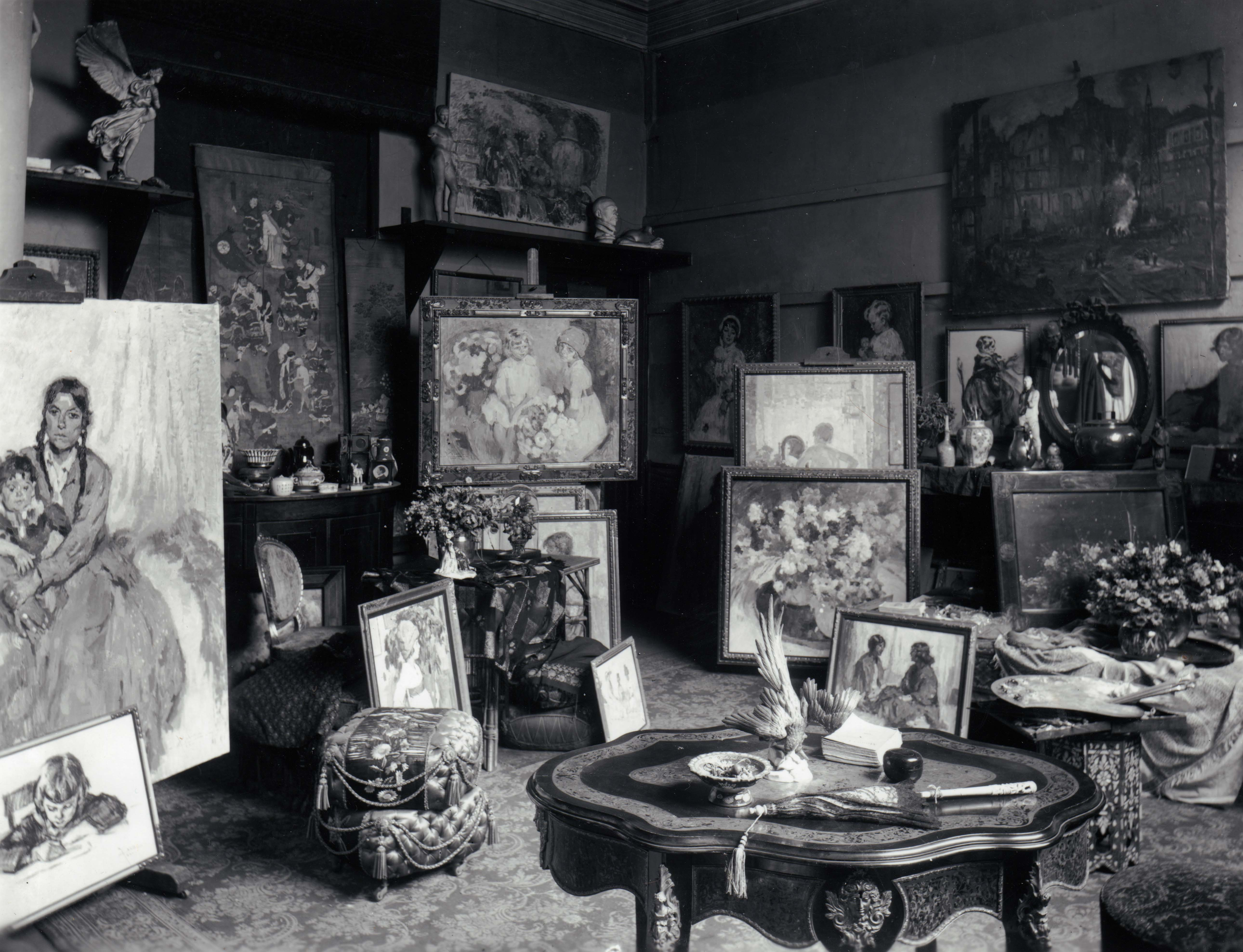
Atelier Jean Colin, ca 1922.

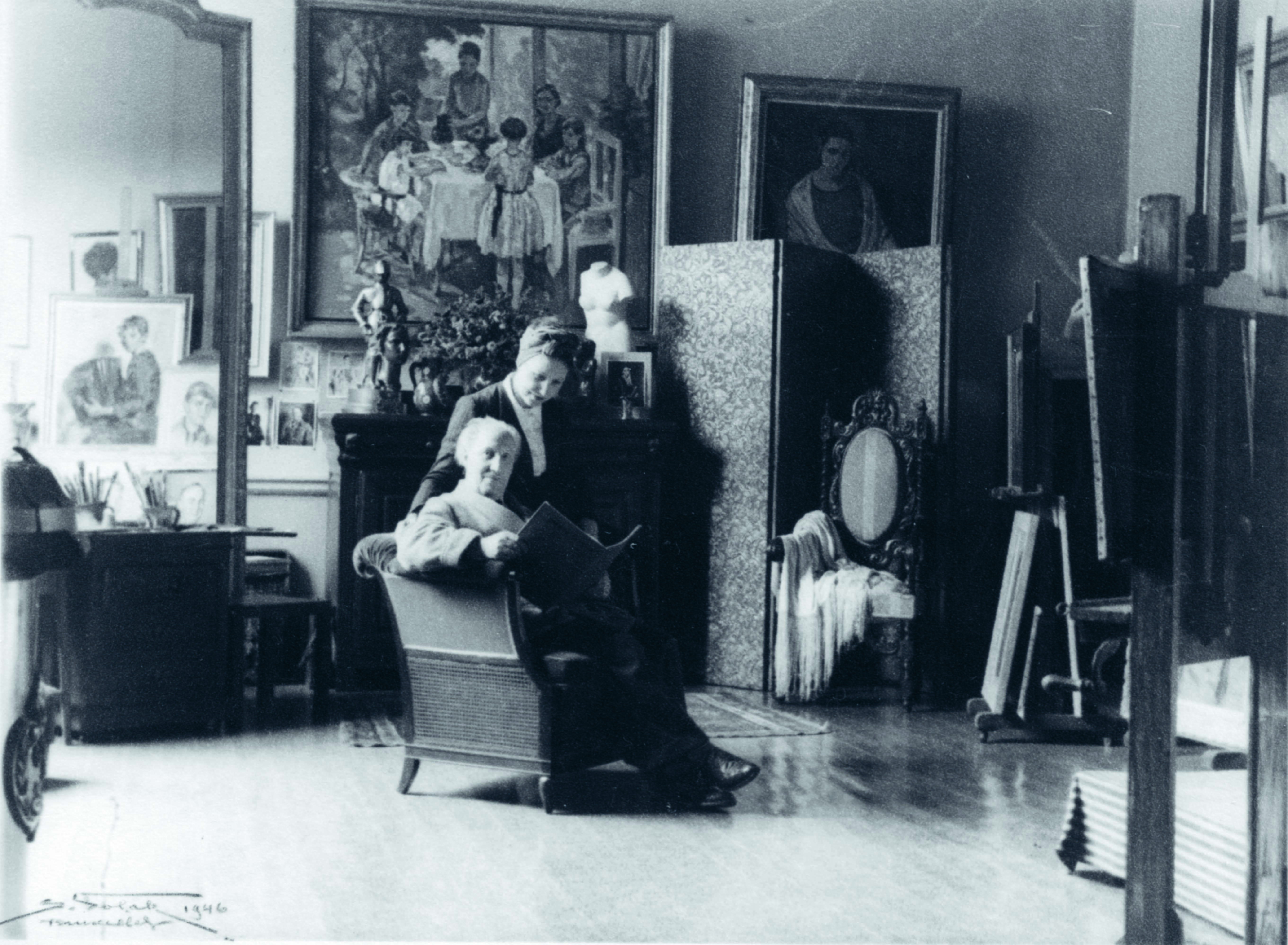
Jean et Hortensia aux Établissements Mommen, ca 1946.

## Biographie
Jean Colin (1881-1961) a suivi une formation à l’Académie de Bruxelles, notamment chez Isidore Verheyden.
Prix de Rome belge en 1910, il parcourut l'Algérie et séjourna à Florence et à Venise avant même, semble-t-il, de visiter Rome.
S’il pratiqua surtout la peinture à l’huile, il fut aussi aquarelliste, pastelliste et graveur. Ses sujets de prédilection furent le portrait, le nu féminin et la nature morte (surtout des fleurs). On lui connaît aussi quelques paysages.
Son style est celui d’un réaliste frotté d'impressionnisme. Son œuvre, d’une touche ferme et sûre, est tout entière caractérisée par une grande maîtrise des couleurs.
Il habita sa vie durant à Bruxelles, et singulièrement, de 1936 à sa mort, au 37 rue de la Charité, siège des Ateliers Mommen, à Saint-Josse-ten-Noode.

## L’Œuvre
La plupart des œuvres que nous avons retrouvées de Colin appartiennent à son registre réaliste, celui qui lui permit de bien gagner sa vie. Aussi pouvait-il se permettre de produire de temps à autre, pour le plaisir, des tableaux qu’il savait invendables. Une production d’un impressionnisme spontané qu’il réserva à des sujets plus intimes et que nous classerons dans deux grandes catégories : les œuvres où figure Hortensia, l’éternelle muse, et toute une série d’œuvres, portraits ou scènes de la vie courante, où le peintre a représenté des membres de sa famille. Des peintures d’un dynamisme à nul autre pareil, qu’il fit d’abord pour lui-même, pour son seul bon plaisir, comme autant de notes dans le journal d’un peintre amoureux. Il y mit son âme plus encore que dans ses autres peintures, sa brosse rageuse y exprimant dans une subtile balance l’adoration, le désir, la tendresse. C’est pour cela sans doute que ce pan de sa production, si coloré bien souvent, si luxuriant, dégage en fin de compte une impression de sobriété.
Quand il peignit Hortensia, dans les années 1910 et au début des années 1920, Colin se contenta le plus souvent de l’esquisser, comme s’il la projetait en un rien de temps sur la toile pour mieux s’attacher au décor entourant le modèle. Son coup de pinceau, dans les tableaux de cette sorte, se fait plus libre, moins guindé que dans le reste de son œuvre. On parlerait volontiers, en l’occurrence, d’un impressionnisme modéré, voire, pour reprendre un mot de van Gogh (1853-1890), d’un « impressionnisme timide ». Colin ne voulait pas choquer son monde, laissant au tableau sa chance de trouver un acheteur, et il montra les portraits d’Hortensia dans des expositions qu’on qualifiera de commerciales. Même s’il ne put les vendre : nombre d’entre eux, bien que régulièrement exposés, se trouvaient encore dans son atelier en 1962, après sa mort et après la mort d’Hortensia. C’est le cas de ce chef-d’œuvre qui a nom La Toilette. Son public n’était pas mûr pour de telles œuvres, et ne le fut jamais. Les gens achetaient de l’art sans complications, sans mystère, et non des toiles qui semblaient inachevées. L’intense beauté qui pouvait émaner de l’impressionnisme n’était à leurs yeux que laideur. Ne perdons pas de vue que Colin était avant tout un portraitiste et que celui qui voulait se faire portraiturer par lui attendait que l’image qu’on donnerait de sa personne fût aussi proche que possible de la réalité.
La seconde catégorie d’œuvres franchement impressionnistes est celle où Colin a représenté des membres de sa famille, avec ce point culminant de sa production que furent les scènes de plage. Ces peintures qui furent créées en un tournemain sont la marque d’un grand artiste. Colin pourtant ne semble pas les avoir jamais exposées. Ce sont des tableaux qu’il faisait pour son plaisir et qui restaient, sans qu’il les trouvât encombrants, dans cet atelier où lui-même se sentait à l’abri parmi les élus de son cœur et de son art. Il lui arriva d’offrir une scène de plage à l’un ou l’autre des siens, mais presque toutes les scènes de plage que nous avons retrouvées étaient encore dans son atelier quand il mourut. Ce pan de l’œuvre, qui se répartit sur un certain nombre d’années, peut être considéré comme « l’album de famille » du peintre.
Pareil au poète qui rêve à l’ultime poésie, au vers ultime, le Colin qui s’adonnait aux libres exercices impressionnistes était en quête de l’ultime offrande à son sujet de prédilection. Il a choisi pour ce faire la technique impressionniste des coups de brosse rapides et courts, souvent épais, qui, vus de loin, se fondent dans l’œil du spectateur. Il s’est laissé porter par le sentiment, ne projetant sur la toile que ce qu’il voulait y voir. Il ne nous met pas devant le fait accompli, il nous associe à ce que lui-même ressent. La vérité d’une œuvre impressionniste de Colin est tout entière dans le dessein qu’il eut de nous communiquer ce qu’il était en train de représenter à l’instant précis où il l’a représenté. S’ensuit pour le spectateur une sensation de pleine liberté qui lui permet d’interpréter l’œuvre à sa guise, chacun devenant ainsi, en fin de compte, ce que le peintre a représenté.
Jean Colin était aussi un coloriste. Son atelier était « un sanctuaire de la couleur ». Il a multiplié les touches libres et claires, affranchies des servitudes de la réalité, libérant si bien les couleurs que ses œuvres parfois font penser à celles des fauves brabançons.
L’album de famille de Jean Colin et bien des portraits impressionnistes de sa muse sont de pures sensations, des œuvres qui n’ont pas d’âge, égales à celles des grands maîtres de son temps. On les trouvera pour la plupart, dûment inventoriés par Marc Pairon, dans l’ouvrage en trois langues (EN-FR-NL) qu’il a publié sous le titre Belgian Impressionism, A Tribute to Jean Colin - The Hidden Masterpieces (Impressionnisme belge, Un hommage à Jean Colin - les chefs-d’œuvre cachés), avec une introduction d’Eric Min, biographe de James Ensor, Rik Wouters et Henri Evenepoel.

## Parcours de vie

### Les origines
Jean Baptiste Léopold Colin, fils de Jean Baptiste Colin et d’Elisabeth Deklerck, vit le jour à Bruxelles le 11 août 1881. Il était le quatrième enfant d’une famille qui en compta six : deux garçons et quatre filles. Après la naissance de Jean, le couple se fixa à Anderlecht, une commune bruxelloise, où il resta plus de vingt-deux ans. L’enfant grandit dans un environnement cultivé où l’on appréciait l’art. Ses parents exploitant à Bruxelles même, rue Neuve, un magasin d’antiquités qui était aussi une salle de vente, il fut dès son plus jeune âge initié au monde de l’art et de l’artisanat.

### Les années de formation
Dès ses douze ans et jusqu’à vingt-quatre ans, Jean Colin suivit les cours de « l’école de dessin » d’Anderlecht. En 1905, il s’inscrivit à l’Académie des Beaux-Arts de Bruxelles, où il eut tout juste le temps de suivre pendant quelques mois les leçons d’Isidore Verheyden (1846-1905). Verheyden, bien qu’appartenant à la seconde génération des peintres réalistes belges, se risquait régulièrement à des expériences impressionnistes, et Colin aurait pu, à l’instar de son maître, pratiquer indifféremment tous les genres (marines, paysages, natures mortes…) ou multiplier, sa carrière durant, les portraits sur commande, l’exercice faisant partie des compromis à quoi devait se soumettre celui qui entendait vivre de sa peinture.

### La reconnaissance
Les talents de Jean Colin furent tout de suite reconnus. Négligerait-on toutes les récompenses qu’il obtint à l’école de dessin d’Anderlecht qu’il faut d’abord retenir un « Grand prix pour la sculpture » qu’il reçut après avoir suivi les cours de Julien Dillens (1849-1904) et de Pierre Charles Van der Stappen (1843-1910). Puis ce sera, en 1906, le « Grand prix de Paysage » pour une vue du parc Josaphat, un jardin public de la commune bruxelloise de Schaerbeek, et, en 1907, une mention au concours Godecharle pour une toile intitulée L’Été. Suivront, en 1910 (Colin avait vingt-neuf ans), une médaille pour un nu à l’Exposition universelle de Bruxelles et surtout le Grand prix de Rome belge de peinture pour sa version de L’Adoration des bergers.
Outre sa participation régulière aux expositions organisées par des cercles d’art locaux, Colin fut vite retenu pour les salons nationaux et autres manifestations de prestige, où il côtoyait les plus grands, tels James Ensor (1860-1949), Léon Spilliaert (1881-1946), Emile Claus (1849-1924), Rik Wouters (1882-1916) et Léon De Smet (1881-1966).
Il fut aussi invité à des expositions internationales consacrées à l’art belge de son temps. Ce fut d’abord les Pays-Bas en 1925, puis le Siam, l’actuelle Thaïlande, en 1926, la France en 1927 et 1928, la Pologne en 1928, la Lettonie en 1932, la Chine en 1934, la Lituanie en 1936, l’Estonie en 1938, le Brésil enfin en 1946.

### Le modèle
Les contemporains de Colin furent unanimes à vanter l’art avec lequel il a représenté la femme. Il n’est pas un de ses tableaux où figure une femme qui n’ait été une ode à la grâce, même si ce ne fut pas toujours le même modèle. Au début de sa carrière son modèle fut une certaine Louise, mais vers 1909 il rencontra Hortensia, qui devint sa muse et le resta jusqu’à la fin.
Orpheline à dix ans (elle avait à peine cinq ans quand mourut sa mère Virginia Steylaert, et son père, Jacques Martens, mourut en 1906), Hortensia quitta dès 1907 sa ville natale, Gand, pour Bruxelles, où, vers ses dix-neuf ans, elle devint danseuse aux Folies Bergère, un théâtre de variété ainsi nommé par référence au modèle parisien. On ignore si c’est là que Jean Colin fit sa connaissance, mais le premier portrait qu’il fit d’Hortensia date de 1909, et on sait qu’elle lui offrit en 1910, pour le féliciter de son prix de Rome, une montre de gousset gravée à son nom.
Si l’on excepte les commandes ou les portraits des autres membres de la famille et de quelques Méridionales, Colin fit rapidement d’Hortensia son modèle exclusif. Ils vécurent près de trente ans en concubinage et ne se marièrent qu’en 1937, alors que Jean avait cinquante-six ans.
Ils formèrent un couple hors du commun, aimant, doux et généreux, un peu comme s’ils vivaient sur un nuage. Mais la fortune leur souriait : Jean avait fait de sa passion son métier et ce métier leur permettait de bien vivre. « Un peintre heureux », disait-on de Colin dans la littérature de son temps.
Jean Colin est mort le 24 novembre 1961, dans sa quatre-vingt-unième année. La chaîne était rompue entre le peintre et sa muse : Hortensia mourut d’une crise cardiaque, à soixante-treize ans, le 8 juin 1962.

## Œuvres dans des collections publiques
- Musée des Beaux-Arts de Liège (BE)
- Musée des Beaux-Arts de Charleroi (BE)
- Musée des Beaux-Arts de Tournai (BE)
- Museum voor Schone Kunsten Gent (BE)
- Musée Charlier, Saint-Josse-Ten-Noode, Bruxelles (BE)
- Latvian National Museum of Art, Riga (LV)
- Academie voor Schone Kunsten Antwerpen (BE)
- La Chambre des représentants de Belgique, Bruxelles (BE)
- Ambassade de Belgique, Moscou (RU)
- Hôtel de ville de Dinant (BE)
- Maison communale d’Anderlecht (BE)
- Maison communale d’Auderghem (BE)
- Maison communale de Laeken (BE)
- Maison communale de Schaerbeek (BE)

Citons quelques titres :
- Paysanne bretonne, exposé à la maison communale d'Auderghem
- La Dame en noir, Musée d'art moderne et d'art contemporain de Liège
- Danseuse au repos, ca 1915
- La Lecture au jardin, ca 1920
- La Toilette, ca 1920
- Baigneuses au Lac, 1923, Huile/toile
- Fleurs, 1958, Huile/toile
- Portrait présumé de Madame Rothschild, 1938, Huile/toile
- Côte d'Azur, 1938, Huile/toile
- Portrait de garçonnet à cinq ans, 1950, Huile/toile

## Récompenses et titres honorifiques
- 1906  Grand prix de la peinture de paysage, Académie royale des Beaux-Arts de Bruxelles (BE)
- 1910  Prix de Rome en peinture (BE)
- 1910  Médaille à l’Exposition universelle et internationale de Bruxelles (BE)
- 1920  Chevalier de l’Ordre de la Couronne (BE)
- 1930  Chevalier de l’Ordre de Léopold (BE)
- 1932  Officier de l’Ordre de Lettonie (LV)
- 1942  Avenue Jean Colin à Auderghem (BE)
- 1948  Officier de l’Ordre de la Couronne (BE)

## Expositions internationales
- 1925  Tentoonstelling Belgische Kunsten, Rotterdam (NL)
- 1926  Belgian Art, Bangkok (TH)
- 1927  Premier Salon des Artistes belges à Paris (FR)
- 1927  Exposition d’Art belge contemporain, Valenciennes (FR)
- 1927  Galerie Georges Petit, Paris, Salon des Artistes peintres et Sculpteurs belges (FR)
- 1928  Galerie Mignon-Massart, Nantes, Salon de l’Art belge (FR)
- 1928  Belgian Art, Warsaw (PL)
- 1932  Belgian Art, Latvian national Museum of Art, Riga (LV)
- 1934  Belgian Art, Shanghai (CN)
- 1936  Museum Vytautas the Great, Kaunas, Exposition d’Art belge contemporain (LT)
- 1938  Musée des Beaux-Arts, Tallinn (EE)
- 1946  Exposição da arte Belga contemporanea, Rio de Janeiro, São Paulo (BR)

## Littérature
Nombre d’études et d’articles parurent dans des magazines d’art ou dans la presse du vivant de Colin. 
- Marc Pairon, Belgian impressionism. A tribute to Jean Colin. The hidden masterpieces (Impressionnisme belge. Un hommage à Jean Colin. Les chefs-d’œuvre cachés), De Lantaarn Publishers, Soest, 2017.

## Images

### L’album de famille

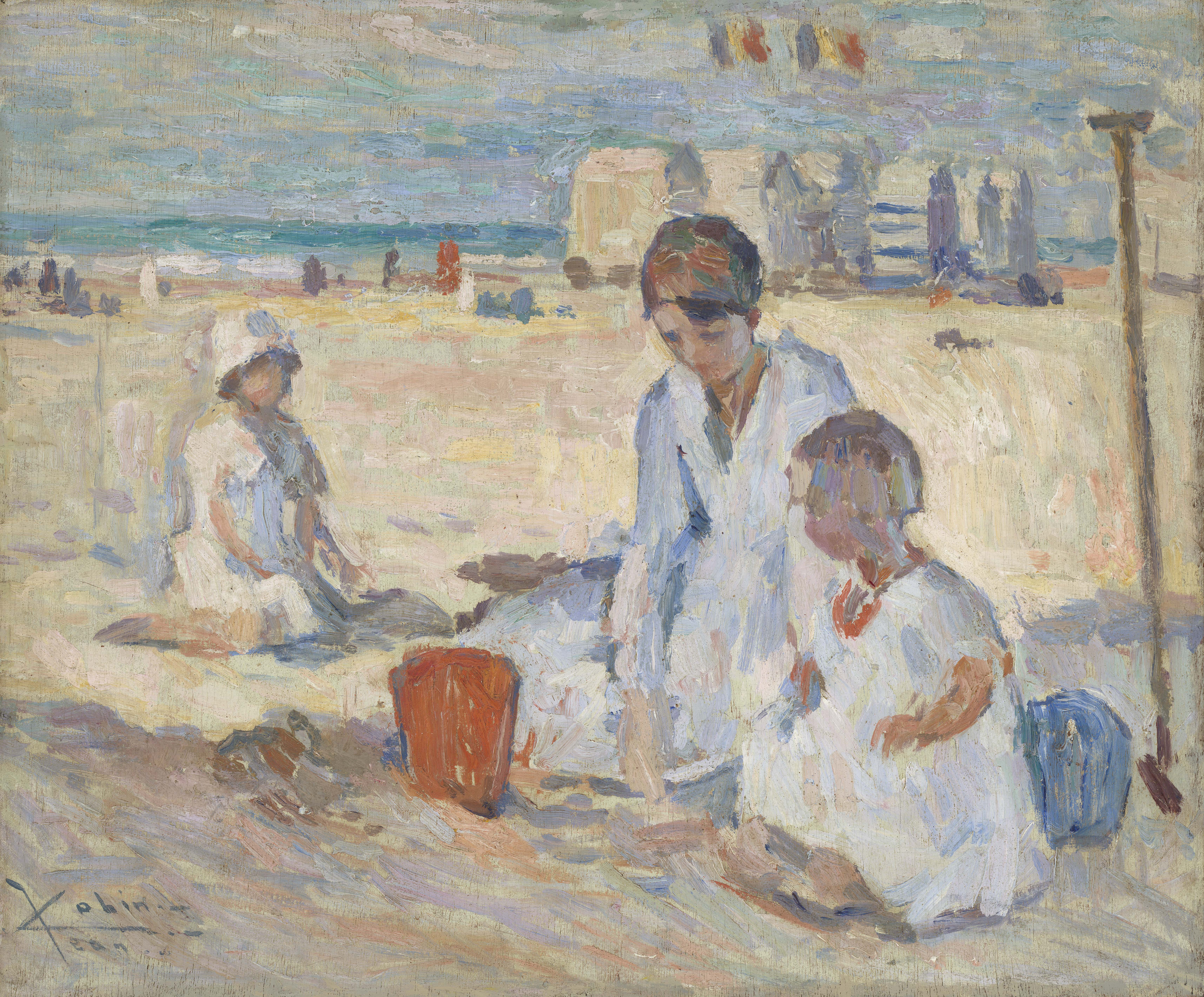
Mère et filles à la plage, ca 1917
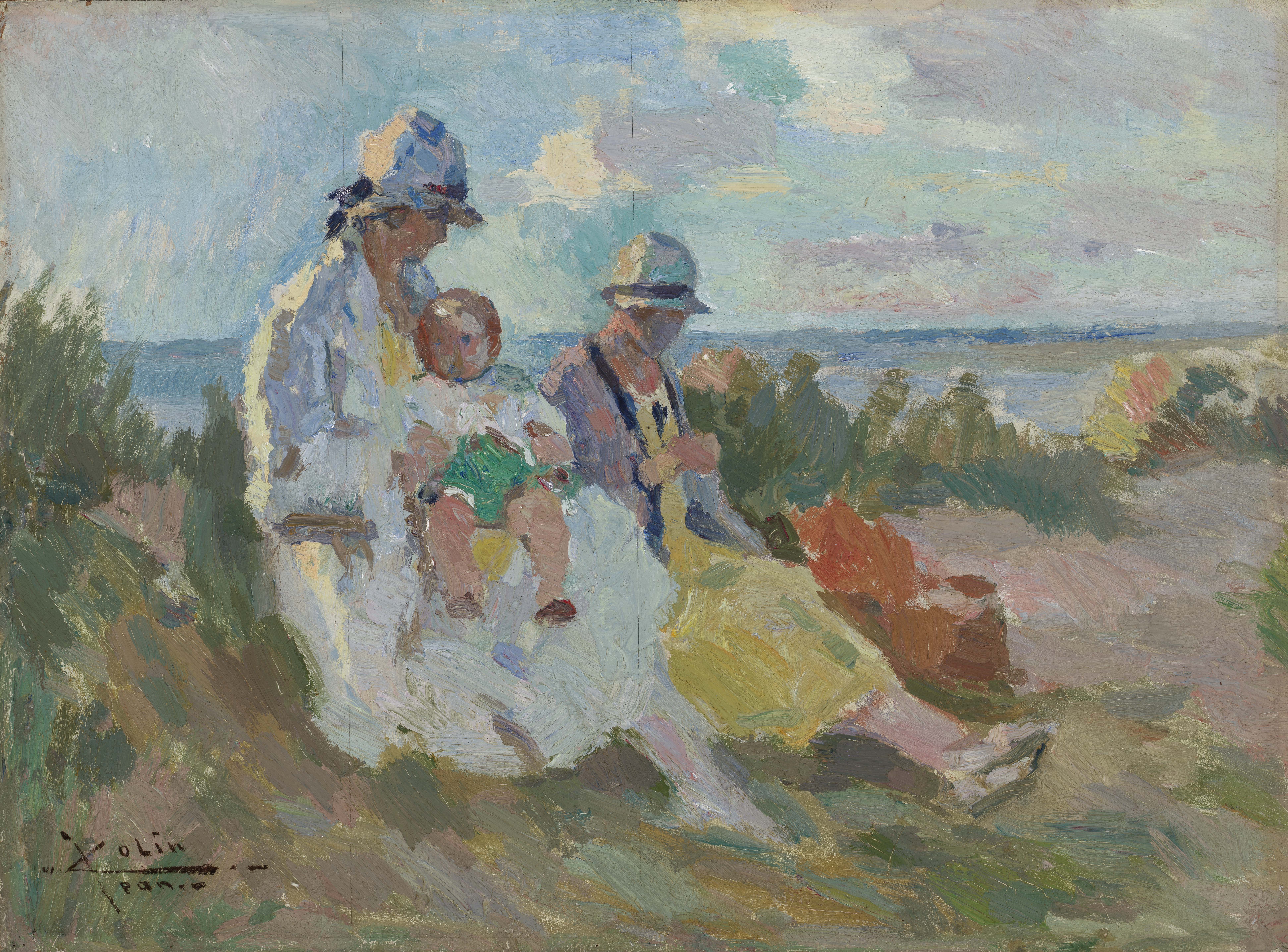
Deux Dames avec un bébé dans les dunes, ca 1911
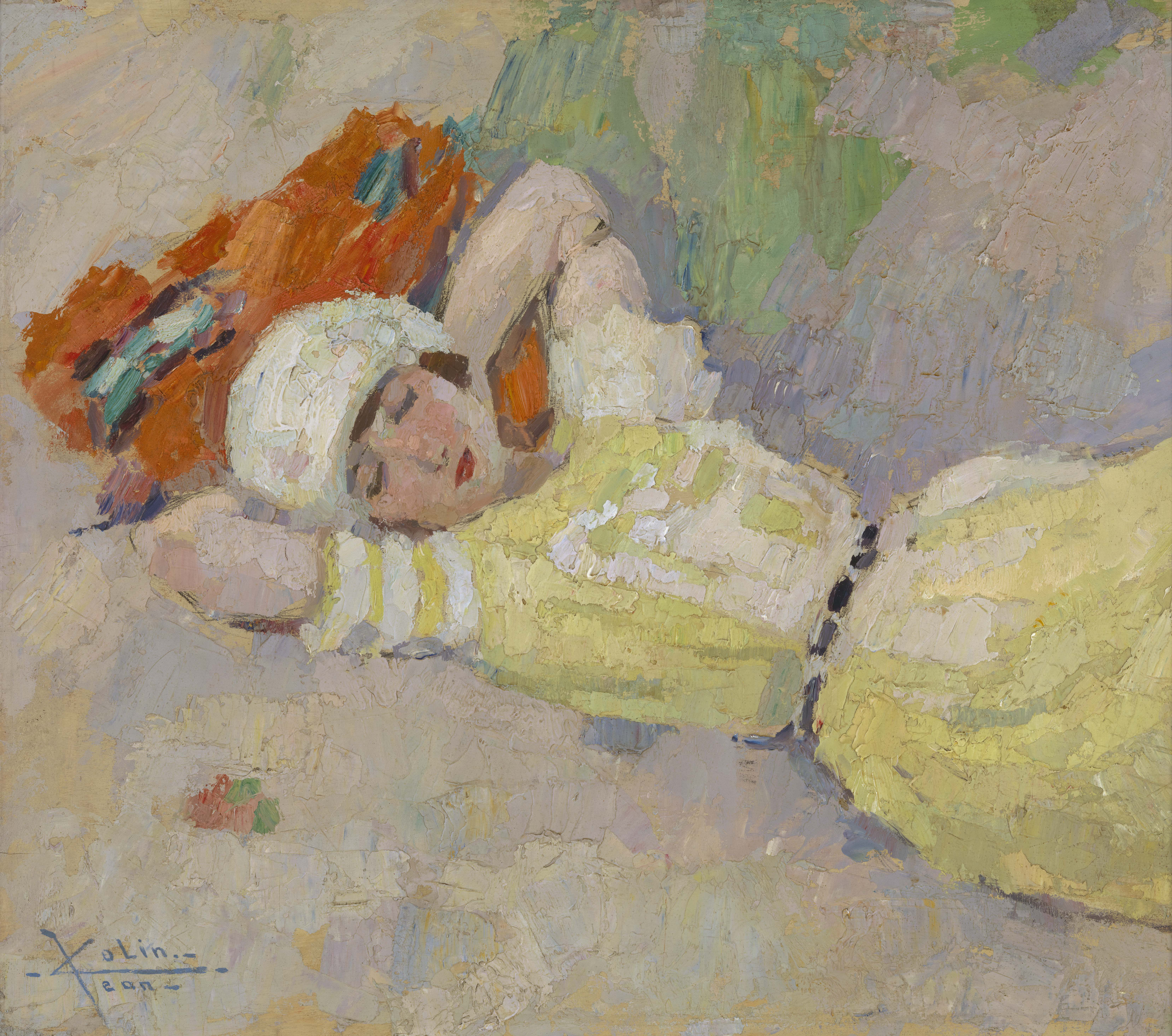
Colette couchée dans les dunes, ca 1910
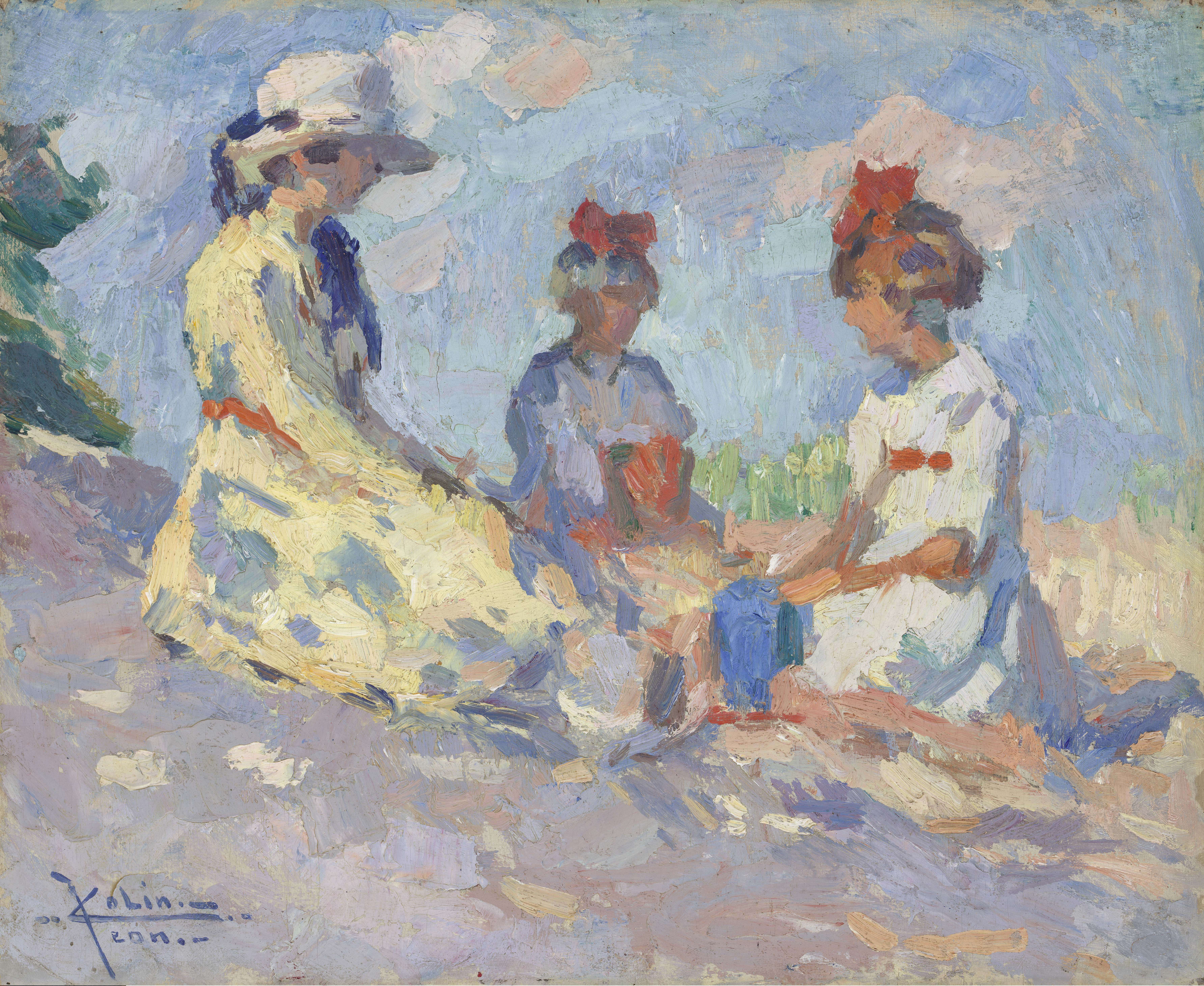
Les Jeux sur la plage, ca 1917
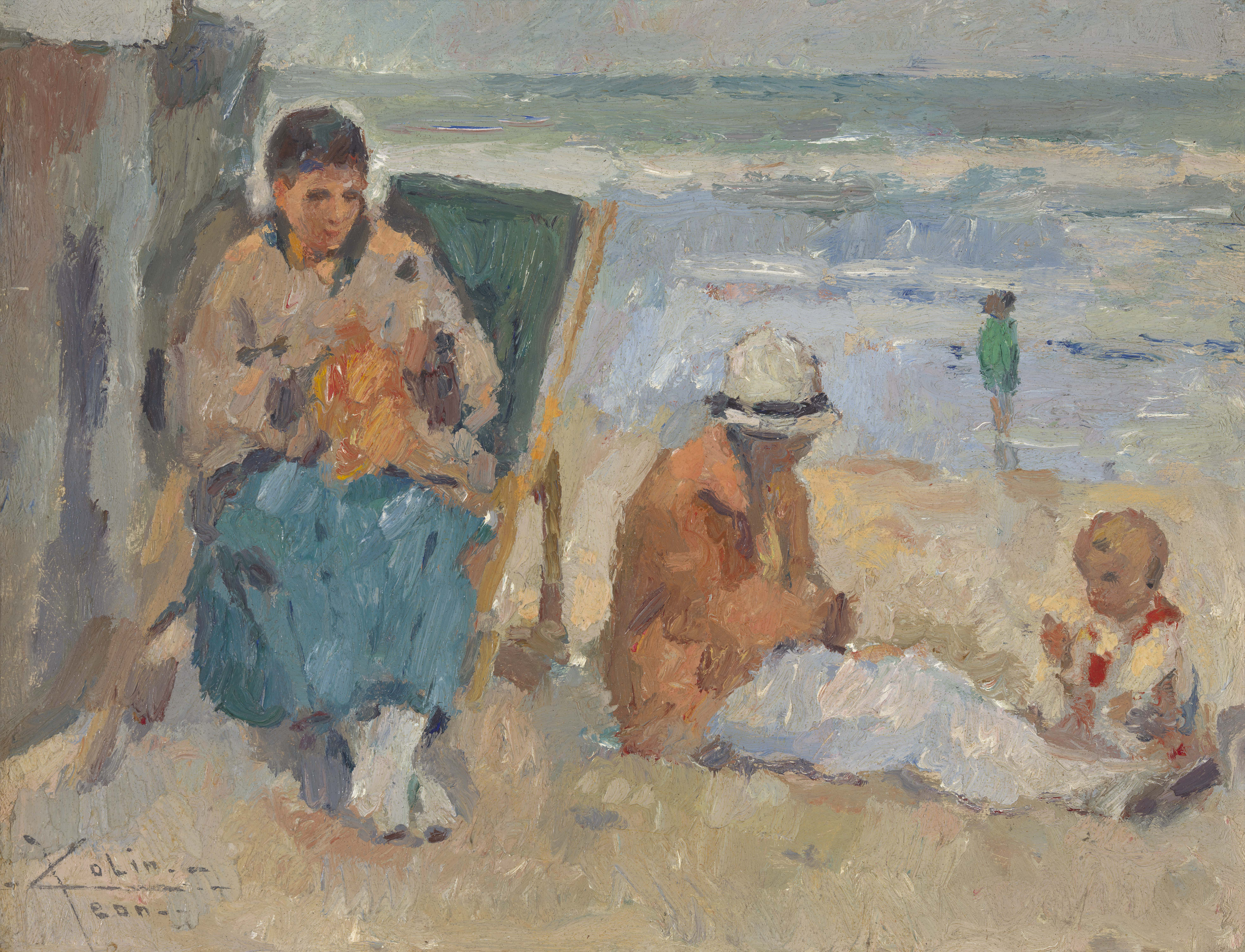
Tricoter à la plage, ca 1915-1916
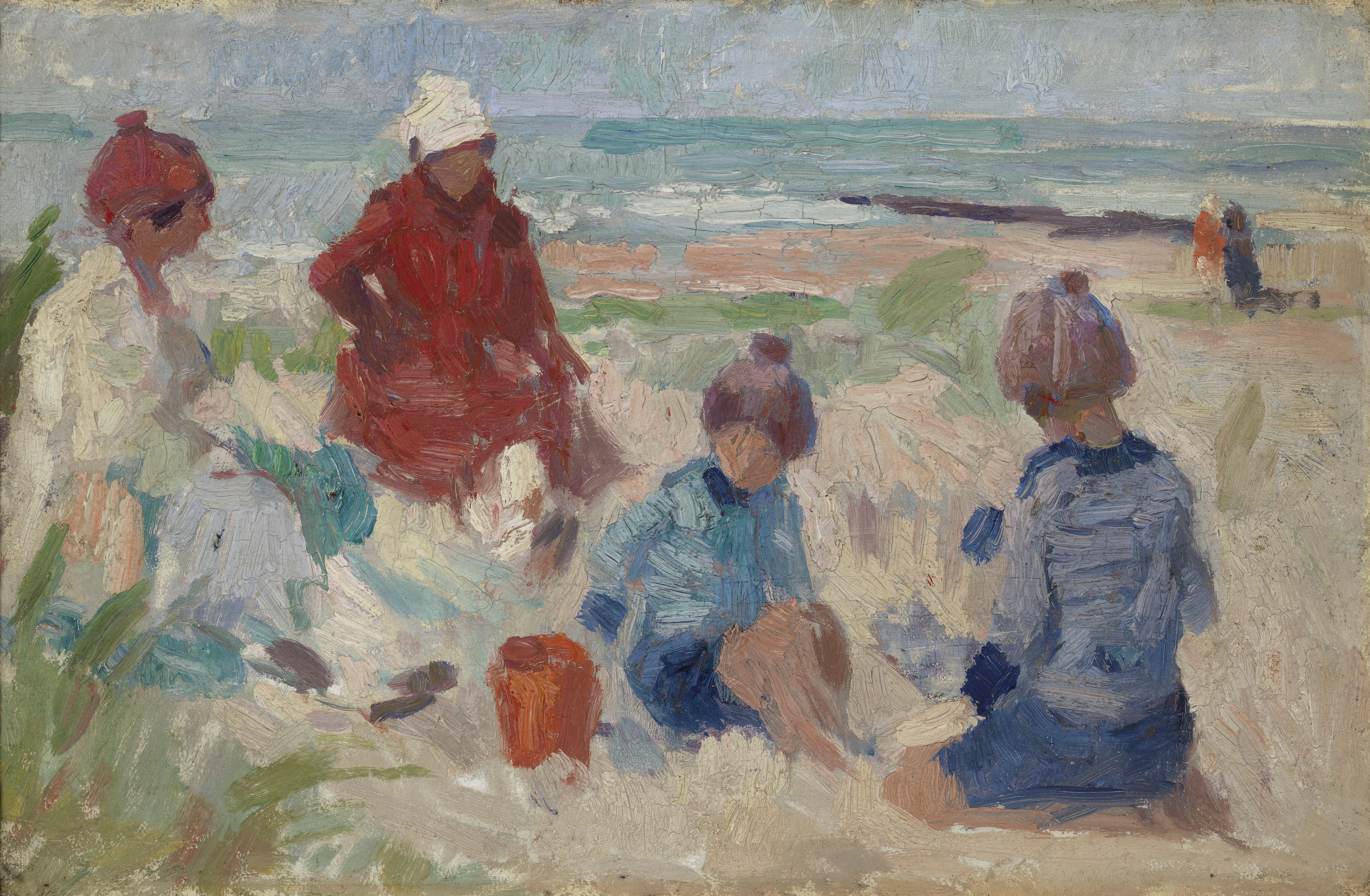
Un Automne à la mer, ca 1916
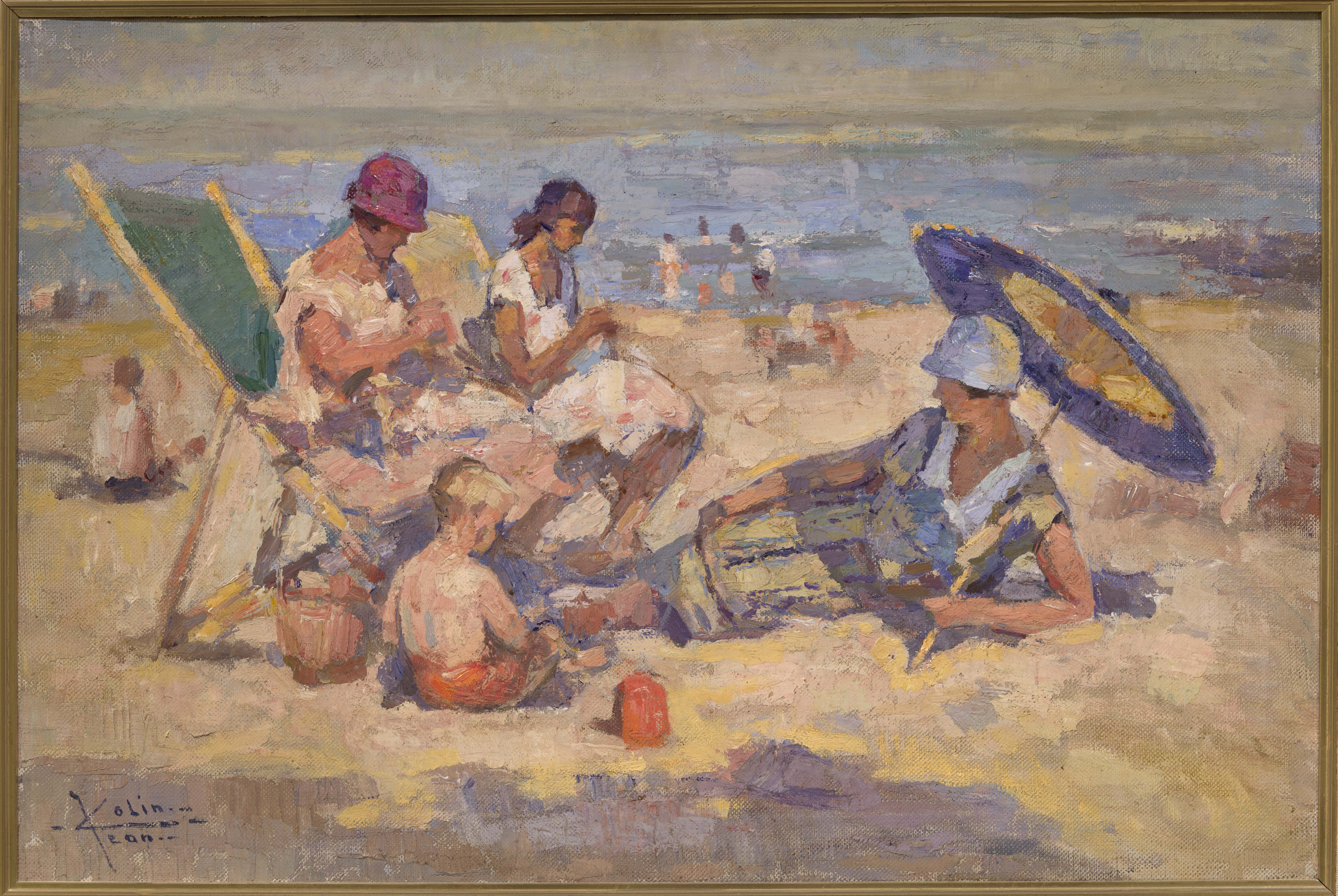
Les Plaisirs de la plage, ca 1917
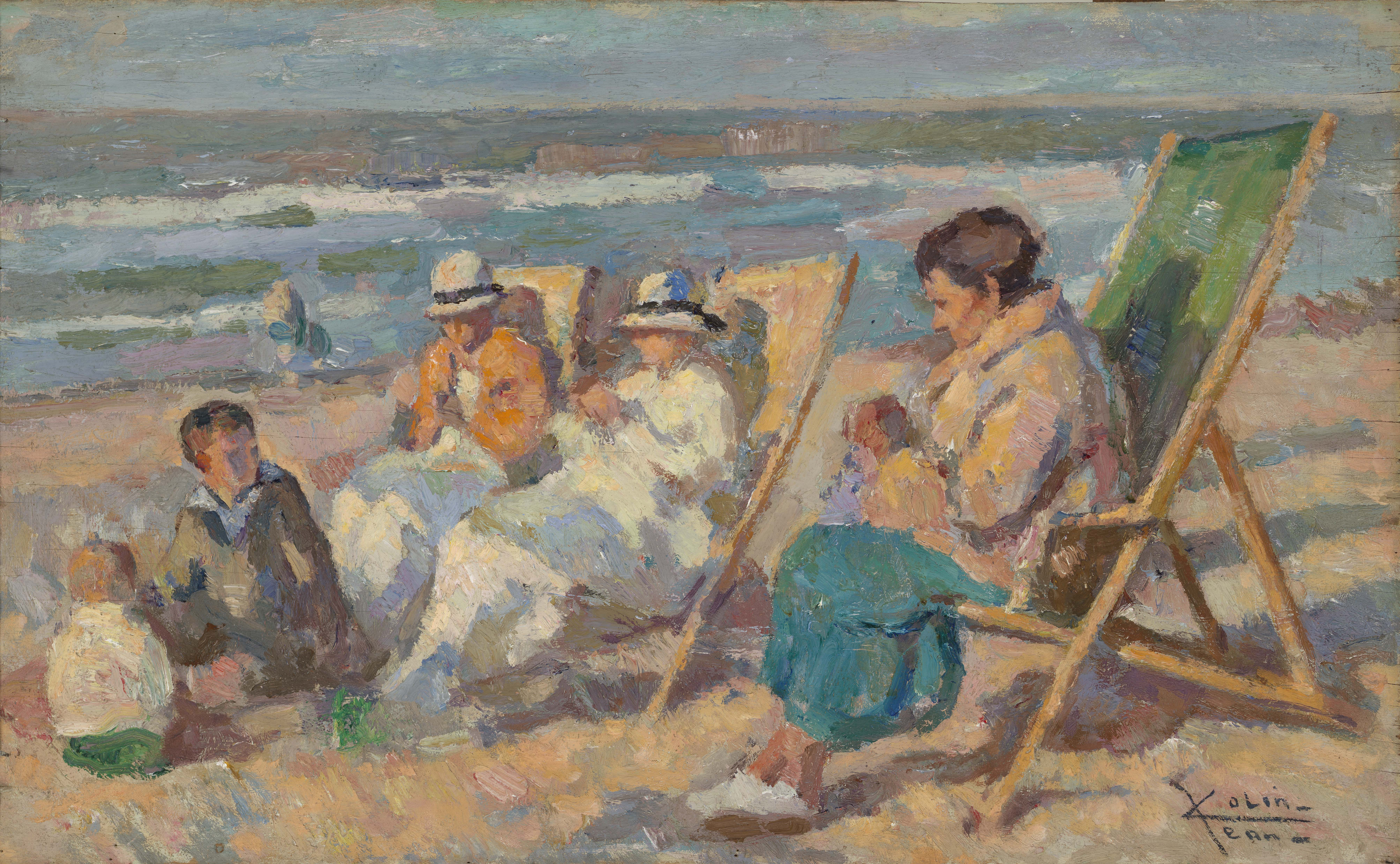
Un Automne à la mer, ca 1915

### Autres images

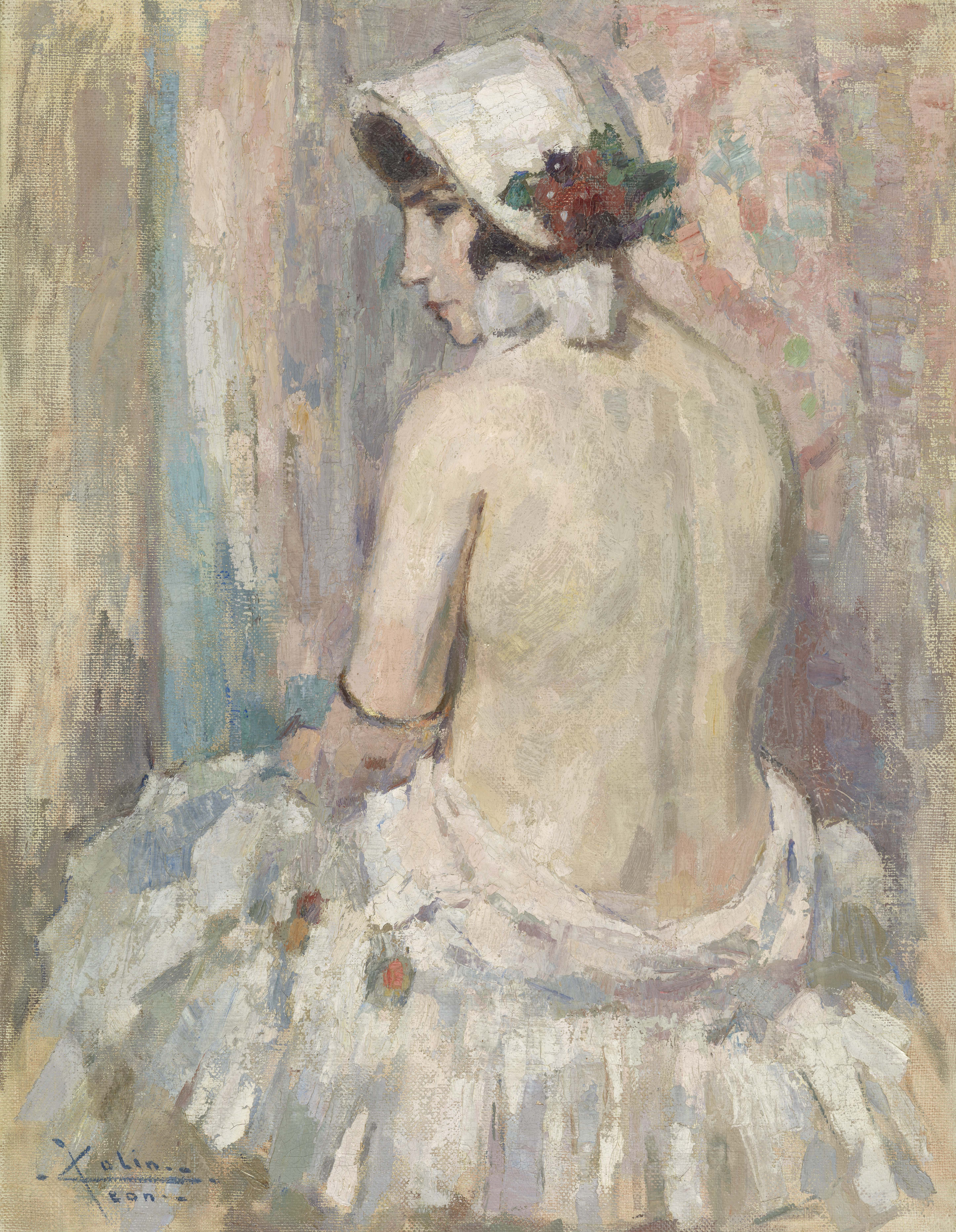
Femme assise nue vue de dos, ca 1913
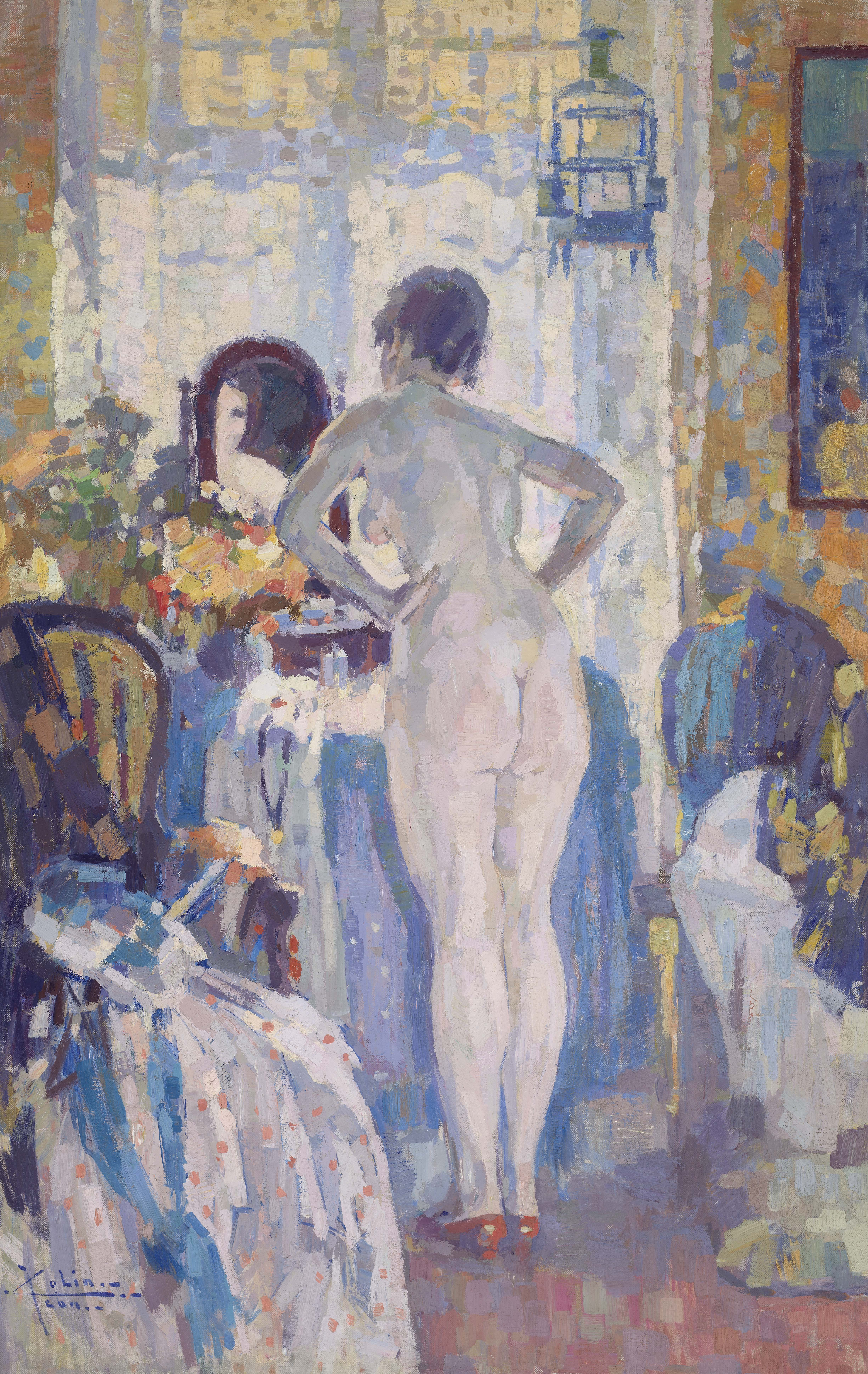
La Toilette, ca 1920
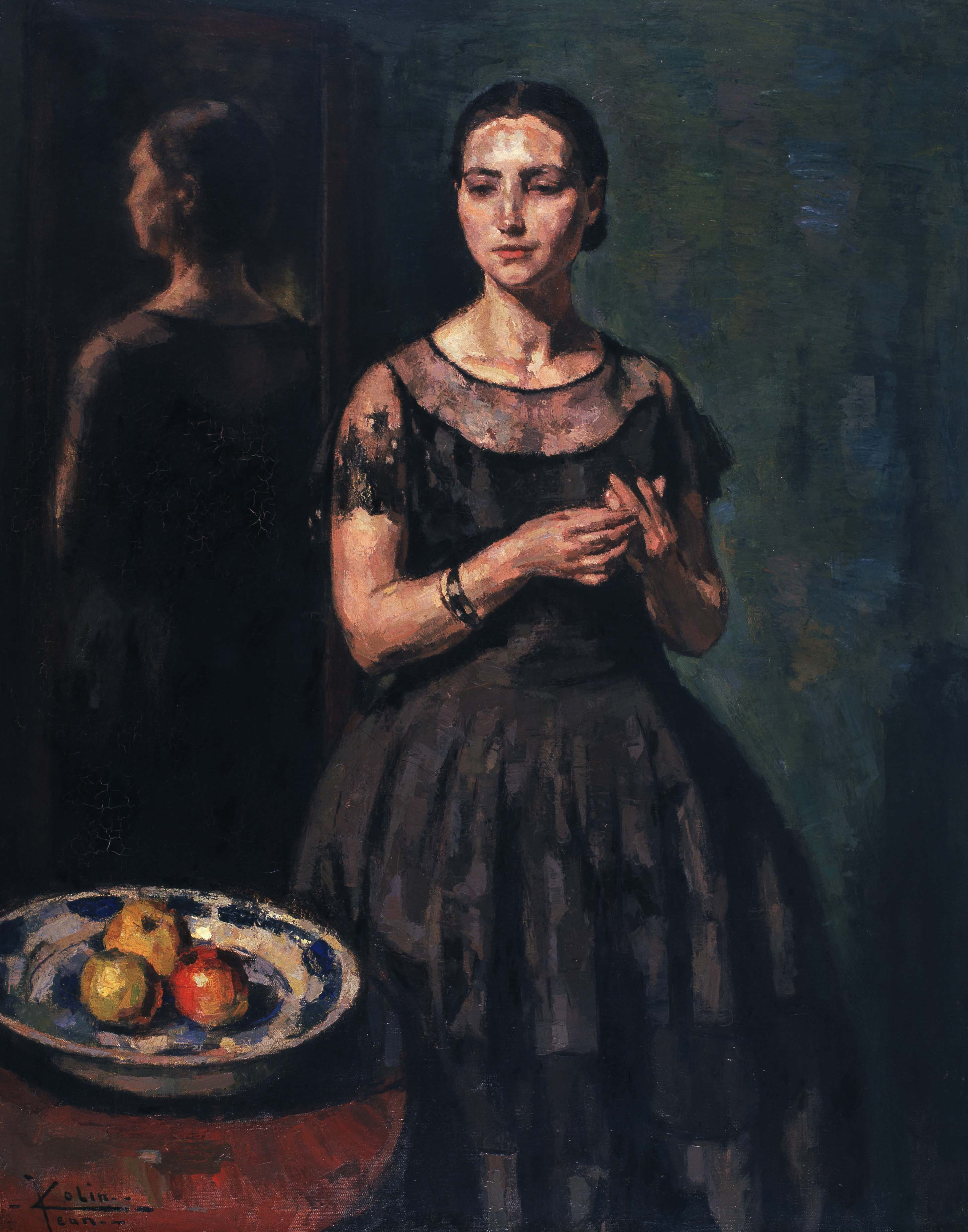
La Dame en noir, ca 1925-1930
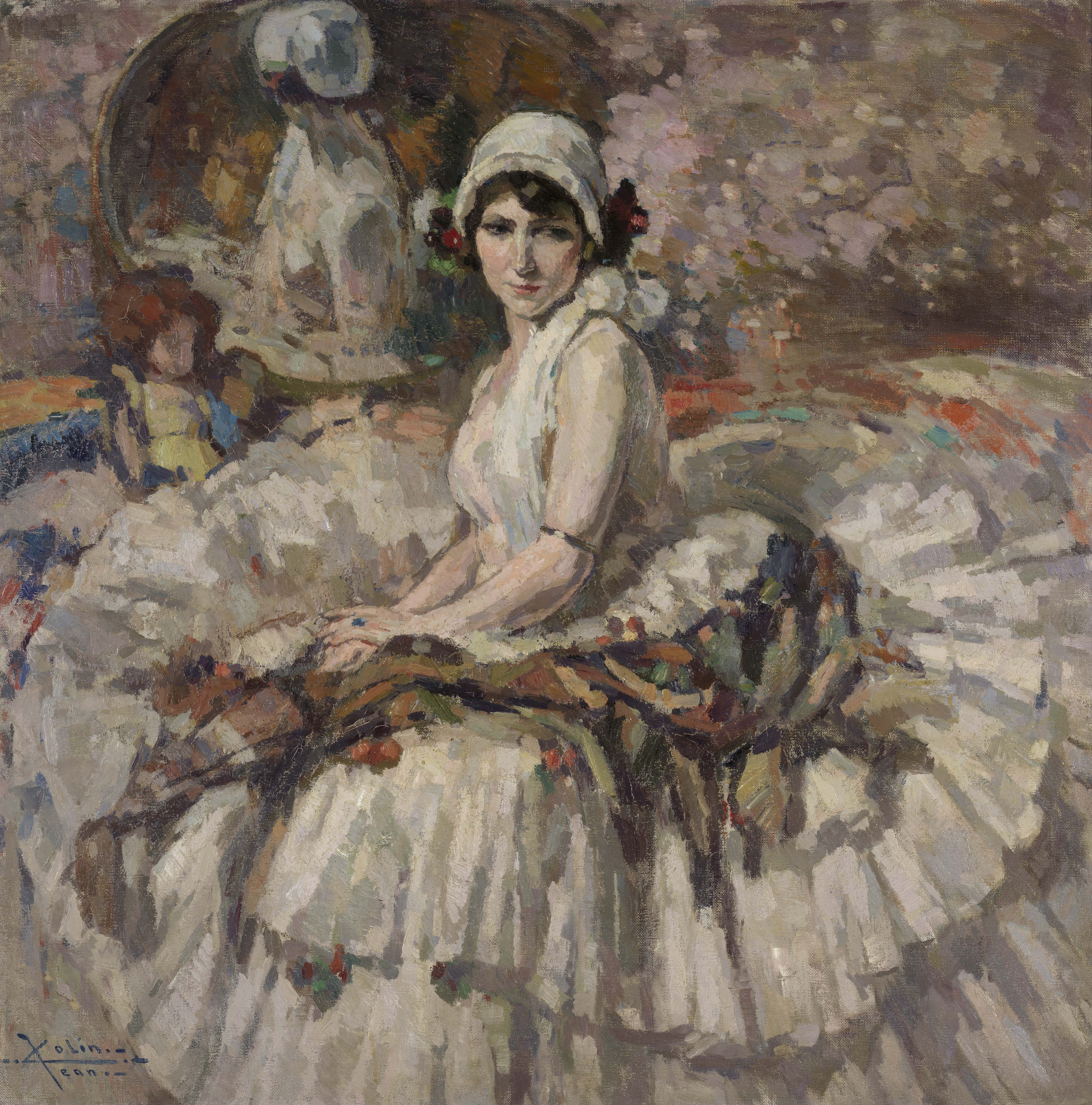
Danseuse au repos, ca 1915
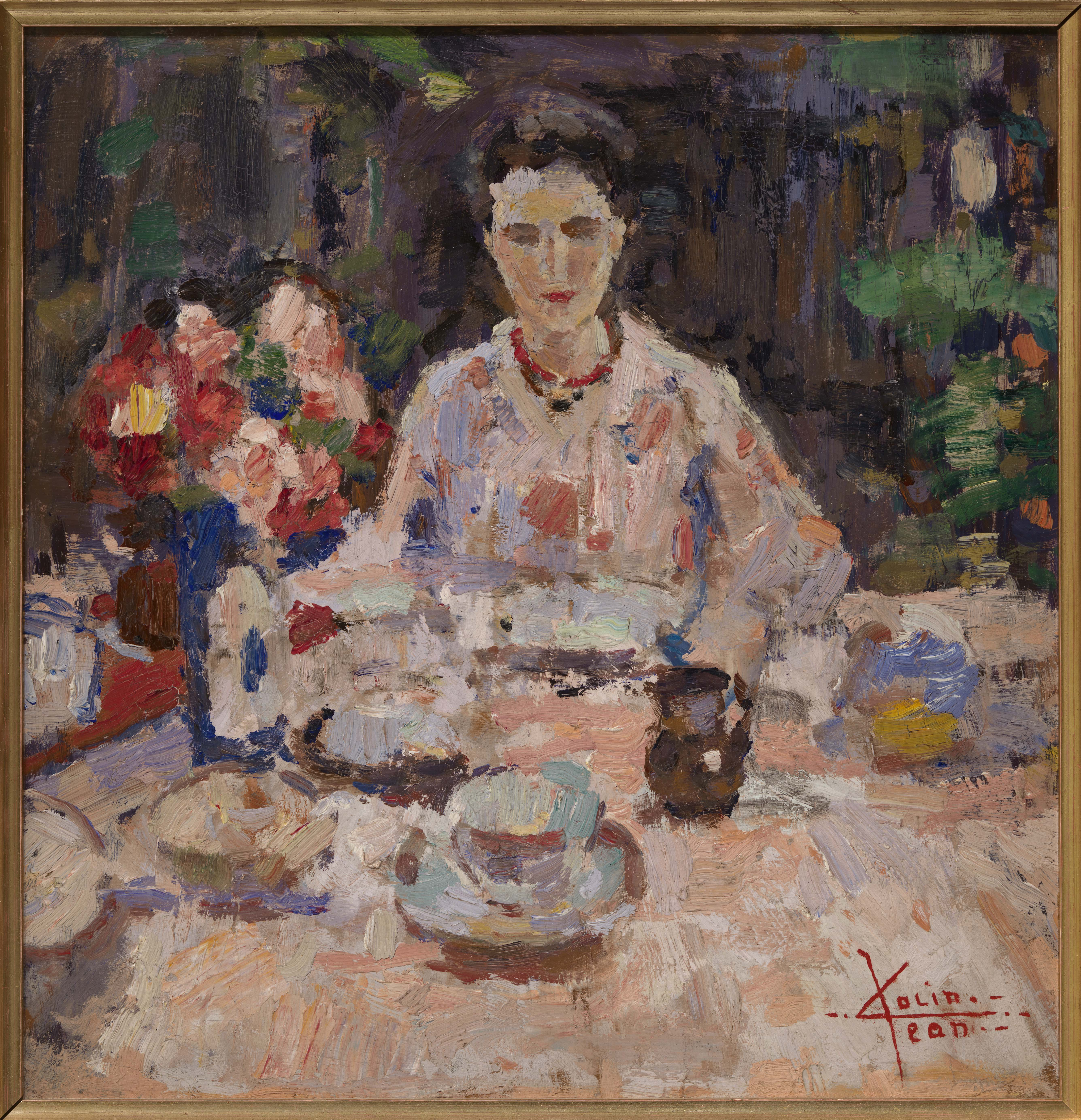
Petit déjeuner dans le jardin, ca 1914-1916
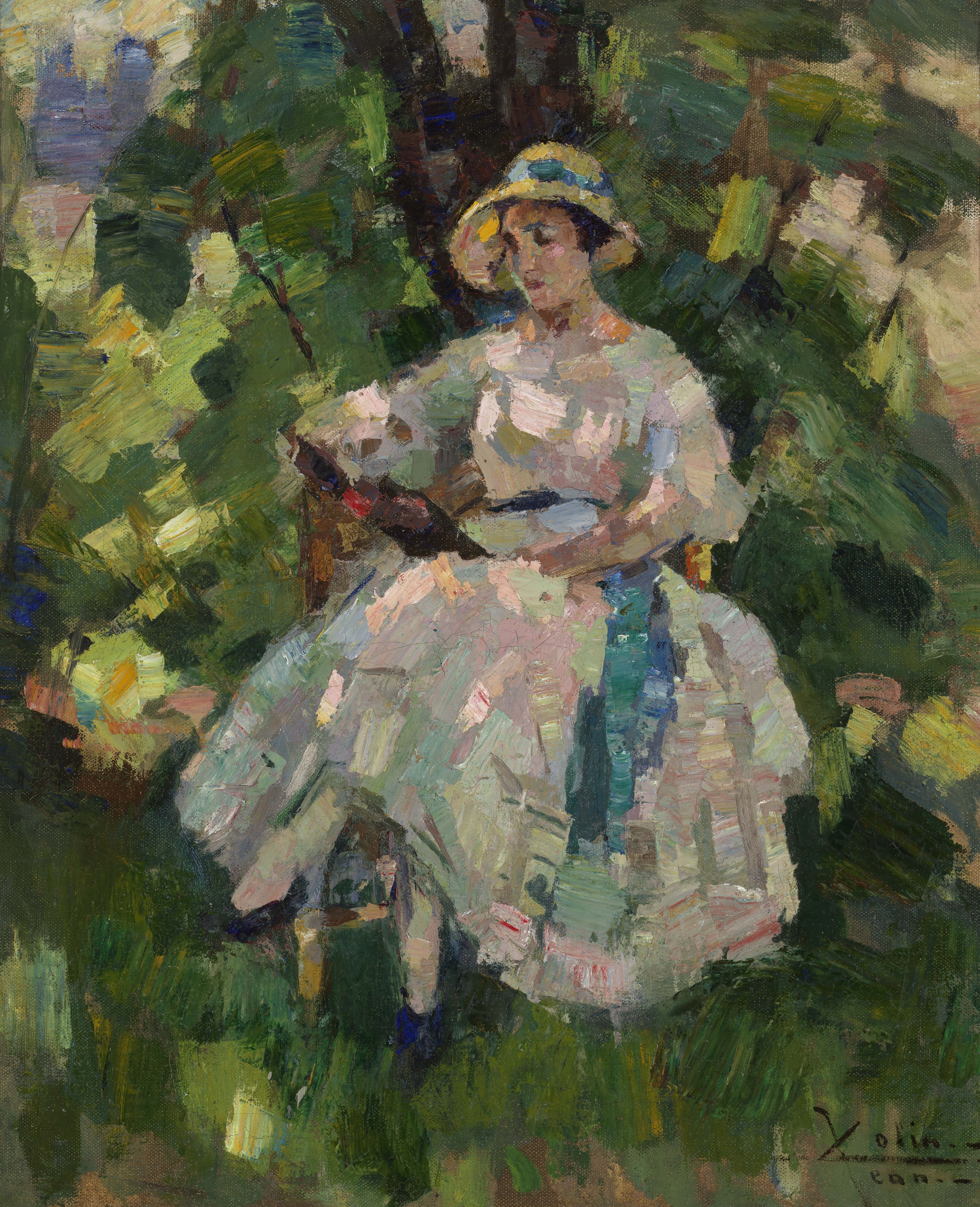
La Lecture au jardin, ca 1920
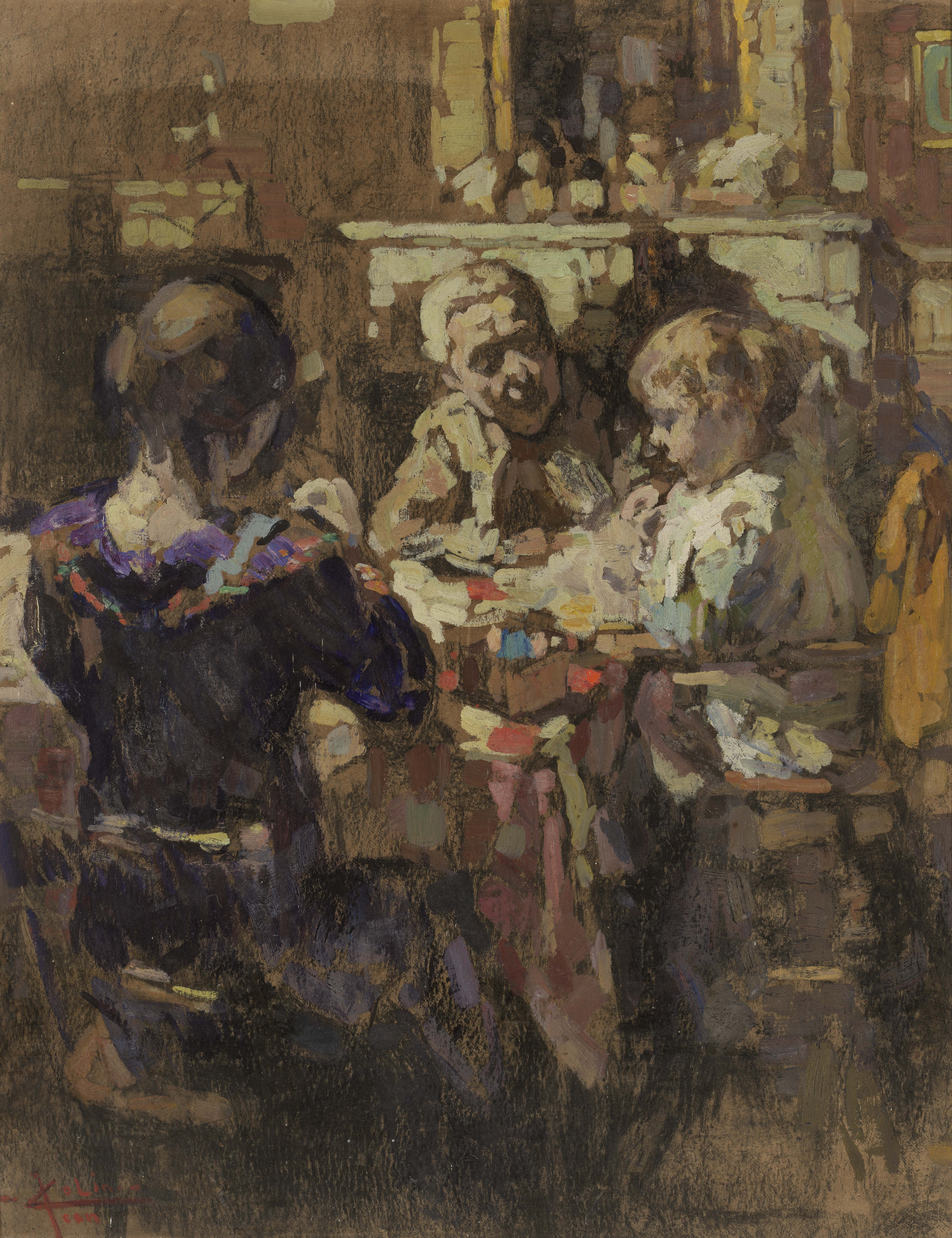
Trois Générations, ca 1912-1913

## Hommages
Auderghem lui a dédié une rue de son vivant, en 1942.
Œuvres aux Musées de Bruxelles, Charleroi, Liège Tournai, Gent et Riga (LV).